# Melody (chanteuse brésilienne)
Pour les articles homonymes, voir Melody.
Gabriella Abreu Severino, plus connue sous le nom de scène Melody (en anglais : [ˈmˈɛlədi]), est une auteure-compositrice-interprète, poète, brésilienne, née le 4 janvier 2007 à São Paulo.

## Biographie
Selon son père, Thiago Abreu (mieux connu sous le nom de MC Belinho), Gabriella rêvait de devenir chanteuse depuis son plus jeune âge. Son père est un chanteur de funk carioca. Sa sœur a deux ans de plus et est connue sous le nom de Bella Angel. D'après son père, Thiago Abreu, plus connu sous le nom de Belinho, Gabriella rêve d'être chanteuse dès son plus jeune âge, en raison de son influence, qui est également une chanteuse de funk. Sœur Bella Angel poursuit également une carrière musicale. La mère des filles, pour sa part, ne s'est pas immiscée dans la carrière musicale des deux jusqu'en janvier 2019, affirmant être gênée par son père et ses filles, une situation confirmée par Belinho lui-même.

## Distinctions
| Année | Prix                         | Catégorie                 | Bénéficiaire | Résultat |
| ----- | ---------------------------- | ------------------------- | ------------ | -------- |
| 2015  | Prêmio Jovem Brasileiro 2015 | Vidéo la plus vue de 2015 | Melody       | Lauréat  |